# Route
route je ve informatice nástroj pro prohlížení a upravování směrovací tabulky protokolu TCP/IP jak v unixových systémech, tak i v operačních systémech Microsoft Windows. Ruční úprava směrovací tabulky je charakteristická pro statické směrování.
V linuxových distribucích založených na jádře 2.2.x se pro připojení počítače do sítě používají k určení směrování mezi počítačovými sítěmi dohromady příkazy ifconfig a route. Distribuce založené na pozdějších jádrech ifconfig a route nepoužívají a používají příkaz iproute2, který přidává funkce jako policy routing a traffic shaping.